# ريان فان رومباي

 (بالهولندية: Rianne van Rompaey)‏ريان فان رومباي (مواليد 3 يناير 1996) عارضة أزياء هولندية. هي واحدة من خمسين عارضين ظهرت على غلاف العدد الخامس من شهر سبتمبر من مجلة فوغ النسخة الإيطالية، قام بتصويرها ستيفن مسل ظهرت أيضًا بمفردها على غلاف فوغ النسخة الإيطالية، في مارس 2016. تم وصف جمالها بأنه قبل رافائيل.

## روابط خارجية
- ريان فان رومباي على موقع دليل عارضات الأزياء (الإنجليزية)